# Берёзовица
Берёзовица — река в Верховажском районе Вологодской области России. Устье реки находится в 53 км по правому берегу реки Ёмба. Длина реки составляет 10 км.
Берёзовица берёт исток в лесах в 14 км к юго-западу от села Чушевицы. Течёт на север, затем на запад. Река течёт по безлюдной лесной местности, крупных притоков нет. Впадает в Ёмбу на границе с Вожегодским районом.

## Данные водного реестра
По данным государственного водного реестра России относится к Двинско-Печорскому бассейновому округу, водохозяйственный участок реки — озеро Кубенское и реки Сухона от истока до Кубенского гидроузла, речной подбассейн реки — Сухона. Речной бассейн реки — Северная Двина.
По данным геоинформационной системы водохозяйственного районирования территории РФ, подготовленной Федеральным агентством водных ресурсов:
- Код водного объекта в государственном водном реестре — 03020100112103000005467
- Код по гидрологической изученности (ГИ) — 103000546
- Код бассейна — 03.02.01.001
- Номер тома по ГИ — 03
- Выпуск по ГИ — 0